# 2002-es észt labdarúgó-bajnokság (első osztály)
A 2002-es észt labdarúgó-bajnokság az észt labdarúgó-bajnokság legmagasabb osztályának 12. bajnoki éve volt. A pontvadászat 8 csapat részvételével zajlott. 
A bajnokságot a Flora Tallinn nyerte az ezüstérmes Levadia Maardu, és a bronzérmes TVMK Tallinn előtt. 

## A bajnokság végeredménye
M = Mérkőzés; Gy = Győzelem; D = Döntetlen; V = Vereség; RG = Rúgott gól; KG = Kapott gól; GK = Gólkülönbség; P = Pontok
B = Bajnok
* kupagyőztes
|  | UEFA-bajnokok ligája |
|  | UEFA-kupa            |
|  | UEFA Intertotó-kupa  |
|  | Osztályozó           |
|  | Kiesett              |

## Osztályozó
| 2002. november 16. |

| FC Kuressaare | 0–0 | FC Lootus Kohtla-Järve |
| ------------- | --- | ---------------------- |
|               |     |                        |

|  |

| 2002. november 24. |

| FC Lootus Kohtla-Järve | 0–1 | FC Kuressaare |
| ---------------------- | --- | ------------- |
|                        |     |               |

|  |

## Góllövőlista élmezőnye
| Hely | Játékos              | Csapat           | Gólok |
| ---- | -------------------- | ---------------- | ----- |
| 1    | Andrei Krõlov        | TVMK Tallinn     | 37    |
| 2    | Maksim Gruznov       | Narva Trans      | 24    |
| 3    | Tor Henning Hamre    | Flora Tallinn    | 23    |
| 4    | Vjatšeslav Zahovaiko | Viljandi Tulevik | 20    |
| 5    | Dmitri Ustritski     | Viljandi Tulevik | 16    |
| 6    | Vitali Leitan        | Levadia Maardu   | 14    |
| 7    | Vladimir Tšelnokov   | Levadia Maardu   | 12    |
| 8    | Argo Arbeiter        | Levadia Maardu   | 11    |
| –    | Aleksandr Kulik      | Flora Tallinn    | 11    |
| –    | Ingemar Teever       | TVMK Tallinn     | 11    |